# Consejo Internacional de Monumentos y Sitios
El Consejo Internacional de Monumentos y Sitios, también conocido como Icomos (acrónimo del inglés International Council on Monuments and Sites), es una asociación civil no gubernamental, ubicada en París, en Francia ligada a la ONU, a través de la Unesco.
El Icomos fue fundado en 1965, como resultado de la Carta de Venecia de 1964. Entre sus principales funciones, es el organismo encargado de evaluar las candidaturas a la Lista de Patrimonio Mundial de la Unesco. Su principal objetivo es el de promover la teoría, la metodología y la tecnología aplicada a la conservación, a la protección y a la valorización de monumentos y de sitios de interés cultural.
Cuenta actualmente con más de 10 100 miembros individuales en 153 países, 110 comités nacionales y 28 comités científicos internacionales. Con raras excepciones, cada miembro debe estar calificado en el campo de la conservación y ser arquitecto paisajista, arquitecto, arqueólogo, antropólogo, urbanista, ingeniero, administrador del patrimonio, historiador, historiador del arte, paleontólogo o archivero en ejercicio.
El Icomos es socio y miembro fundador del International Committee of the Blue Shield, que trabaja para proteger el patrimonio cultural mundial amenazado por guerras y desastres naturales.

## Estructura
El Icomos está compuesto por sus comités nacionales (CN), a los que individuos e instituciones solicitan ser miembros. Además de los comités nacionales, el Icomos cuenta con una serie de comités científicos internacionales (CCI), en los que expertos en un determinado campo de actividad dentro del contexto de la conservación del patrimonio intercambian puntos de vista y debaten.
La organización está encabezada por un presidente, cinco vicepresidentes, un secretario general y un tesorero, todos elegidos directamente por la asamblea general de la organización. La Asamblea General también elige a 12 miembros adicionales en el Comité Ejecutivo y cinco miembros más son cooptados en la junta ejecutiva para representar regiones del mundo o áreas de especialización que no formaban parte del comité ejecutivo después de las elecciones. Los miembros ex officio del Comité Ejecutivo son el presidente del Comité Asesor y los presidentes anteriores de Icomos, quienes asisten en calidad de asesores. El Comité Ejecutivo es el órgano ejecutivo de la asociación.
El Comité Asesor está compuesto por los presidentes de los comités nacionales, los presidentes de los comités científicos internacionales y el presidente del Icomos como miembro ex officio. El comité asesor recibió la tarea de asesorar y hacer recomendaciones a la Asamblea General y al Comité Ejecutivo sobre asuntos relacionados con políticas y prioridades programáticas.

### Comités nacionales
Los comités nacionales son organismos subsidiarios creados en los países miembros de la Unesco. Reúnen a miembros individuales e institucionales y les ofrecen un marco para la discusión y el intercambio de información. Cada comité nacional adopta sus propias reglas de procedimiento y elabora su propio programa de acuerdo con las metas y objetivos del Icomos. En 2021, la asociación tenía 107 comités nacionales. El sitio web del Icomos incluye una lista actualizada regularmente.

### Comités científicos internacionales
Los comités científicos internacionales (CCI) son entidades que se centran en áreas especializadas de la conservación del patrimonio y están formados por miembros de la organización extraídos de esas áreas especializadas. Los programas científicos de la organización son coordinados por el «consejo científico» formado por los presidentes de los ISC. Actualmente, el Icomos tiene 28 ISC. Una lista actualizada regularmente está disponible en el sitio web del Icomos.

### Grupos de trabajo
El Icomos lleva a cabo un proceso de reflexión sobre doctrina y buenas prácticas en temas de actualidad relacionados con la conservación del patrimonio cultural. Para ello, crea grupos de trabajo integrados por miembros del Icomos que son profesionales del patrimonio: arquitectos, arqueólogos, profesores e investigadores, curadores y científicos. El objetivo de estos grupos puede ser la redacción de una carta, la implementación de actividades concretas (sesiones de trabajo, talleres). Actualmente existen 6 grupos de trabajo, cuya lista se puede encontrar en la web del Icomos, en los que expertos reflexionan sobre una amplia variedad de temas relacionados con la conservación del patrimonio: patrimonio indígena, desarrollo sostenible, Siria/Irak, cambio climático y profesionales emergentes.

## Secretaría Internacional

### Centro de Documentación
Ubicado en la sede del Icomos en París, recopila, analiza y difunde información sobre todos los métodos de conservación del patrimonio, en particular a través de su base de datos bibliográfica (14 000 referencias sobre el patrimonio arquitectónico mundial) y una gran fototeca que contiene más de 8 000 fotografías. Está abierto a consulta para investigadores, sean o no miembros del Icomos.

### Publicaciones
Las publicaciones periódicas de Icomos International son Icomos News, un boletín para los miembros, que ofrece información actualizada sobre las actividades de la asociación (trimestral en francés, inglés y español), y la Revista Científica de Icomos, que se publica dos veces al año, es una revista temática;
Las publicaciones regulares de la sección francesa del Icomos son Le Bulletin d'information d'Icomos France, Les Cahiers de la Section Française de l'ICOMOS, Les Dossiers techniques, Les Mémentos techniques, Les Bulletins (dossiers des colloques) y Les Enquêtes de la section française.

## El Icomos y la Convención del Patrimonio de la Humanidad
En 1972, el Icomos fue designado por la Convención del Patrimonio Mundial de la UNESCO como uno de los tres organismos consultivos oficiales del Comité del Patrimonio Mundial, junto con la Unión Internacional para la Conservación de la Naturaleza (UICN) y el Centro Internacional de Estudios para la Conservación y la Restauración de los Bienes Culturales (ICCROM). En su calidad de asesor profesional y científico del Comité sobre todos los aspectos del patrimonio cultural, el Icomos se encarga de evaluar todas las propuestas de inscripción de bienes culturales en la Lista del Patrimonio de la Humanidad de acuerdo con los criterios establecidos por el Comité del Patrimonio de la Humanidad. Además del criterio básico del "Valor Universal Excepcional", el Icomos evalúa las propuestas de inscripción en función de aspectos relacionados con la autenticidad, la gestión y la conservación, tal y como se especifica en la Convención del Patrimonio Mundial.
La evaluación de las candidaturas implica la consulta entre la amplia experiencia representada por los miembros de la organización y sus comités nacionales y científicos. También se envían miembros en misiones de expertos para realizar evaluaciones in situ de los bienes propuestos. Esta consulta en profundidad conduce a la preparación de recomendaciones detalladas que se presentan al Comité del Patrimonio de la Humanidad en sus reuniones anuales.
El Icomos también participa, a través de su Secretariado Internacional y de sus comités nacionales y científicos, en la elaboración de informes sobre el estado de conservación de los bienes inscritos en la Lista del Patrimonio de la Humanidad. Asesora al Centro del Patrimonio Mundial de la UNESCO sobre las solicitudes de asistencia técnica recibidas de los Estados que son parte (es decir, que han ratificado) la Convención del Patrimonio de la Humanidad. El Icomos conserva un archivo completo de candidaturas e informes en el centro de documentación de su sede en París.

## Lista de Cartas adoptadas por la Asamblea General del Icomos
Siguiendo la tradición de las Cartas de Atenas y Venecia, Icomos ha desarrollado y adoptado, en los años transcurridos desde su formación, una serie de otras cartas y textos doctrinales que guían a los profesionales de la conservación del patrimonio en su trabajo. La mayoría de estos documentos son creados por los comités internacionales de la organización y luego adoptados por la Asamblea General trienal. Cada uno de estos textos aborda un ámbito específico de la práctica profesional en las profesiones relacionadas con la conservación del patrimonio. Tras la 17ª Asamblea General del Icomos, celebrada en París en noviembre de 2011, la lista de cartas es la siguiente:
- Carta Internacional para la Conservación y Restauración de Monumentos y Sitios (Carta de Venecia) - 1964
- Jardines Históricos (Carta de Florencia) - 1981
- Carta Internacional para la Protección de las Ciudades Históricas (Carta de Washington) - 1987
- Carta Internacional para la Gestión del Patrimonio Arqueológico - 1990
- Carta Internacional sobre la Protección y Gestión del Patrimonio Cultural Subacuático - 1996
- Carta Internacional del Turismo Cultural - Gestión del turismo en sitios de patrimonio significativo - 1999
- Principios para la conservación de las estructuras históricas de madera - 1999
- Carta del Patrimonio Vernáculo Construido - 1999
- Carta del ICOMOS - Principios para el análisis, conservación y restauración de estructuras del patrimonio arquitectónico - 2003
- Principios del ICOMOS para la preservación y conservación-restauración de pinturas murales - 2003
- Carta del ICOMOS para los itinerarios culturales - 2008
- Carta del ICOMOS para la interpretación y presentación de los sitios del patrimonio cultural - 2008
- Principios Conjuntos ICOMOS-TICCIH para la Conservación de los Sitios, Estructuras, Áreas y Paisajes del Patrimonio industrial ("Principios de Dublín") - 2011
- Principios de La Valeta para la Conservación y Gestión de las Ciudades Históricas y Áreas Urbanas - 2011
- Principios ICOMOS-IFLA para los Paisajes Rurales como Patrimonio - 2017
- Documento ICOMOS-IFLA sobre Parques Públicos Urbanos Históricos - 2017
- Directrices de Salalah para la gestión de sitios arqueológicos abiertos al público - 2017
- Principios para la conservación del patrimonio construido en madera - 2017

Además de estas 18 cartas, existe una lista de otros 17 textos doctrinales, resoluciones y declaraciones, entre ellos el Documento de Nara sobre la autenticidad. En noviembre de 1994, en la Conferencia de Nara, Icomos publicó eeste, que aborda la necesidad de una comprensión más amplia de la diversidad cultural y el patrimonio cultural en los esfuerzos por conservar los sitios patrimoniales.

## Premio Piero Gazzola
El Premio Gazzola fue creado en 1979 en memoria de Piero Gazzola, uno de los mayores defensores de la conservación y restauración de monumentos y sitios históricos, y fundador del Icomos. El premio se concede cada tres años en la Asamblea General del Icomos a una persona o grupo de personas que hayan colaborado y contribuido con distinción a los fines y objetivos del Icomos. El beneficiario debe ser miembro de esta asociación y es elegido por el propio Comité de Selección designado por la Junta Directiva. El premio consiste en una medalla y un diploma conmemorativos.

## Lista de Asambleas Generales, Presidentes et Secretarios Generales del Icomos
| Número | Fecha | Asamblea General                            | Asamblea General              | Mandato   | Presidente         | Presidente     | Secretario general   | Secretario general            |
| ------ | ----- | ------------------------------------------- | ----------------------------- | --------- | ------------------ | -------------- | -------------------- | ----------------------------- |
| 20.    | 2020  | En línea (debido a la pandemia de Covid-19) |                               | 2020–2023 | Teresa Patricio    | Bélgica        | Mario Santana        | Canadá                        |
| 19.    | 2017  | Deli                                        | India                         | 2017–2020 | Toshiyuki Kono     | Japón          | Peter Phillips       | Australia                     |
| 18.    | 2014  | Florencia                                   | Italia                        | 2014–2017 | Gustavo Araoz      | Estados Unidos | Kirsti Kovanen       | Finlandia                     |
| 17.    | 2011  | París                                       | Francia                       | 2011–2014 | Gustavo Araoz      | Estados Unidos | Kirsti Kovanen       | Finlandia                     |
| 16.    | 2008  | Quebec                                      | Canadá                        | 2008–2011 | Gustavo Araoz      | Estados Unidos | Bénédicte Selfslagh  | Bélgica                       |
| 15.    | 2005  | Xi'an                                       | China                         | 2005–2008 | Michael Petzet     | Alemania       | Dinu Bumbaru         | Canadá                        |
| 14.    | 2003  | Victoria Falls                              | Zimbabwe                      |           |                    |                |                      |                               |
| 13.    | 2002  | Madrid                                      | España                        | 2002–2005 | Michael Petzet     | Alemania       | Dinu Bumbaru         | Canadá                        |
| 12.    | 1999  | México                                      | México                        | 1999–2002 | Michael Petzet     | Alemania       | Jean-Louis Luxen     | Bélgica                       |
| 11.    | 1996  | Sofía                                       | Bulgaria                      | 1996–1999 | Roland Silva       | Sri Lanka      | Jean-Louis Luxen     | Bélgica                       |
| 10.    | 1993  | Colombo                                     | Sri Lanka                     | 1993–1996 | Roland Silva       | Sri Lanka      | Jean-Louis Luxen     | Bélgica                       |
| 9.     | 1990  | Lausana                                     | Suiza                         | 1990–1993 | Roland Silva       | Sri Lanka      | Herb Stovel          | Canadá                        |
| 8.     | 1987  | Washington D.C.                             | Estados Unidos                | 1987–1990 | Roberto di Stefano | Italia         | Helmut Stelzer       | República Democrática Alemana |
| 7.     | 1984  | Rostock                                     | República Democrática Alemana | 1984–1987 | Michel Parent      | Francia        | Abdelaziz Daoulatli  | Túnez                         |
| 6.     | 1981  | Roma                                        | Italia                        | 1981–1984 | Michel Parent      | Francia        | Abdelaziz Daoulatli  | Túnez                         |
| 5.     | 1978  | Moscú                                       | URSS                          | 1978–1981 | Raymond M. Lemaire | Bélgica        | Ernest Allen Connaly | Estados Unidos                |
| 4.     | 1975  | Rothenburg ob der Tauber                    | Alemania                      | 1975–1978 | Raymond M. Lemaire | Bélgica        | Ernest Allen Connaly | Estados Unidos                |
| 3.     | 1972  | Budapest                                    | Hungría                       | 1972–1975 | Piero Gazzola      | Italia         | Raymond M. Lemaire   | Bélgica                       |
| 2.     | 1969  | Oxford                                      | Reino Unido                   | 1969–1972 | Piero Gazzola      | Italia         | Raymond M. Lemaire   | Bélgica                       |
| 1.     | 1965  | Cracovia                                    | Polonia                       | 1965–1969 | Piero Gazzola      | Italia         | Raymond M. Lemaire   | Bélgica                       |